# Rébellion d'Akizuki
Rébellions de l'ère Meiji
Batailles
Rébellion Shinpūren
Rébellion d'Akizuki
Rébellion de Hagi
Rébellion de Satsuma
- Kumamoto
- Tabaruzaka
- Shiroyama

Incident de Chichibu
La rébellion d'Akizuki (秋月の乱, Akizuki no ran) de 1876 est l'une d'un certain nombre de révoltes d'anciens samouraï qui ont lieu au début de l'ère Meiji dans le Kyūshū et dans d'autres parties de l'Ouest du Japon contre le nouveau gouvernement de Meiji.

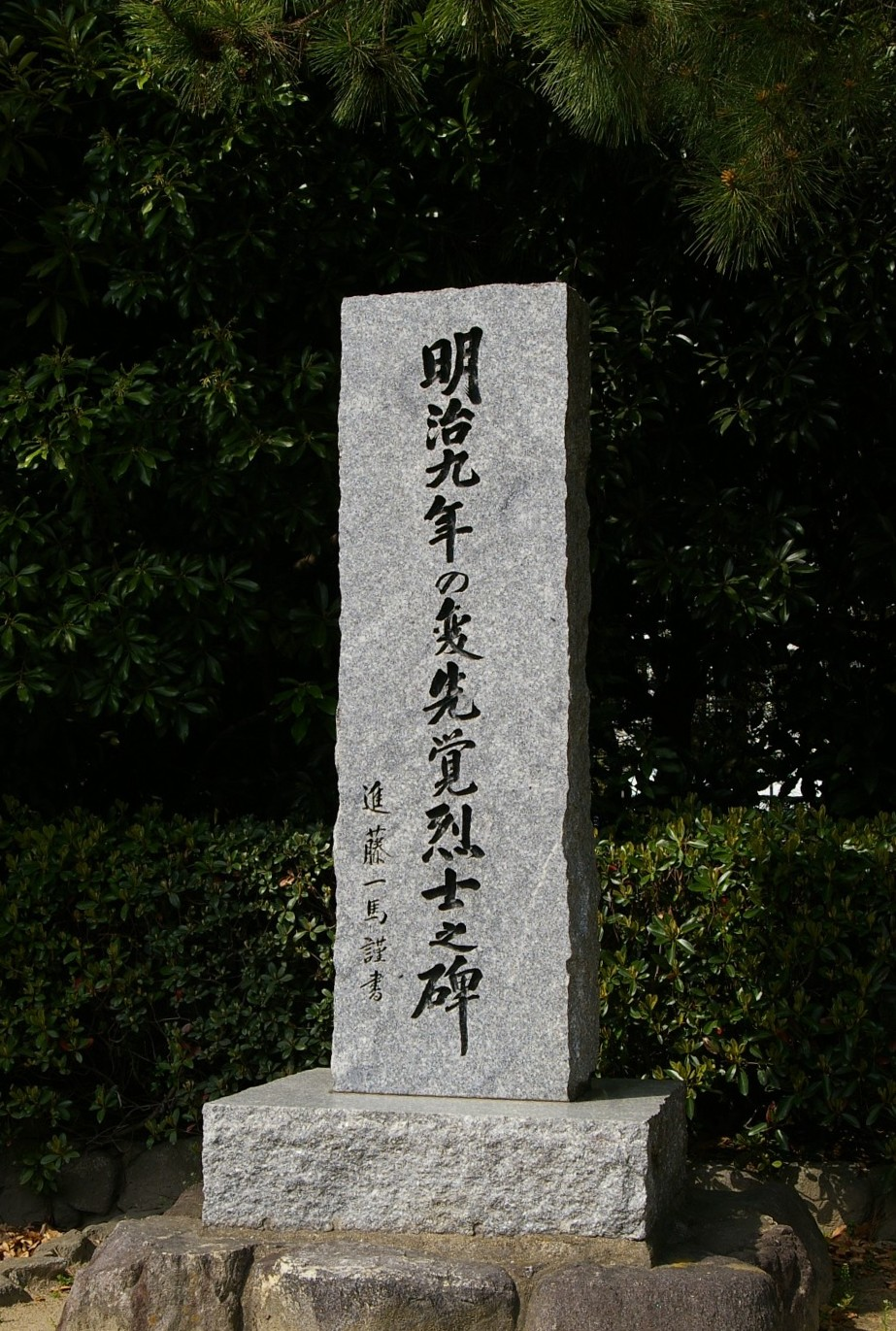
Meiji kunen no henn Senkaku resshi no hi au Hakozaki-gū

## Contexte
À la suite de la restauration de Meiji de 1868, de nombreux membres de l'ancienne classe des samouraï sont mécontents de la direction dans laquelle s'engage le pays. L'abolition de leur ancien statut social privilégié de l'ordre féodal fait également disparaître leurs revenus et la mise en place de la conscription rend obsolète une grande partie de leur ancien rôle dans la société. La très rapide modernisation (« Occidentalisation ») du pays se traduit par des changements massifs dans la culture japonaise, vêtements et coutumes, et apparaît à beaucoup de samouraïs comme une trahison du slogan (« expulser les barbares »), partie de la justification du mouvement Sonnō jōi utilisée pour renverser l'ancien shogunat Tokugawa.

## Déroulement des événements
La rébellion d'Akizuki commence le 27 octobre 1876, dans l'ancien domaine d'Akizuki (maintenant partie de la ville d'Asakura de la préfecture de Fukuoka, en réponse à un appel à l'action par les dirigeants de la rébellion Shinpūren, qui ont attaqué le château de Kumamoto trois jours plus tôt. Les rebelles d'Akizuki sont dirigés par un certain nombre d'anciens samouraïs vassaux du domaine d'Akizuki qui ont formé une société politique appelée le Kanjōtai. Parmi ses meneurs se trouvent Iso juin, Toki Kiyoshi, Masuda Shizukata, Imamura Hyakuhachirō et Miyazaki Kurumanosuke. Leurs principaux points de discorde avec le nouveau gouvernement sont l'interdiction de porter des épées, le refus du gouvernement de suivre les avis de Shimazu Hisamitsu pour arrêter l'occidentalisation du pays et surtout le résultat du débat du Seikanron relatif à l'invasion de la Corée. Le fort soutien du Kanjōtai à l'expansionnisme étranger est fondé sur la conviction qu'une telle guerre permettrait de restaurer l'importance et le prestige de l'ancienne classe des samouraï.
Iso, Miyazaki et les autres chefs de la rébellion cherchent à obtenir le soutien d'autres shizoku de la région et rassemblent finalement un groupe d'environ 400 hommes. Cependant, tous ne sont pas d'accord avec le plan de Miyazaki de marcher à l'aide des rebelles Shinpūren et en fin de compte, seuls partent 200 hommes sous une bannière blanche marquée du kanji « Vertueux pays » (报国, Hōkoku). La révolte commence avec l'assassinat de policiers à leur poste au Myōgan-ji, un temple bouddhiste local. C'est la première fois dans l'histoire du Japon que des membres des forces de police moderne sont tués dans l'exercice de leurs fonctions. Les rebelles, censés rencontrer un groupe de shizoku de l'ancien domaine de Toyotsu dirigés par Sugyu Jūrō, arrivent au point de rendez-vous le 29 octobre pour apprendre que leurs compatriotes ont déjà été arrêtés et emprisonnés.
Les rebelles sont alors attaqués par la garnison de l'armée impériale japonaise stationnée à Kokura sous le commandement de Nogi Maresuke. Dix-sept rebelles sont tués et deux soldats gouvernementaux. Les rebelles sont poursuivis dans les collines, où, le 31 octobre, Iso, Miyazaki, Toki et quatre autres commettent seppuku.
Pendant ce temps, Imamura emmène vingt-six guerriers vers Akizuki où ils attaquent l'école primaire et tuent deux fonctionnaires du gouvernement. Ils incendient ensuite l'entrepôt d'un magasin d'alcool où d'autres rebelles ont déjà été détenus mais au 24 novembre, tous sont appréhendés.
Masuda Shizukata est parti pour l'ancien domaine de Saga dans une tentative d'y obtenir un soutien parmi les guerriers mais il est arrêté à son retour à Akizuki le 26 octobre, avant même que ses compagnons ne commencent leur soulèvement.
Les survivants sont traduits le 3 décembre devant un tribunal militaire temporaire installé à Fukuoka. Imamura et Masuda sont décapités le jour même et 150 de leurs camarades condamnés aux travaux forcés. Le château d'Akizuki est démoli peu de temps après.

## Source de la traduction
- (en) Cet article est partiellement ou en totalité issu de l’article de Wikipédia en anglais intitulé « Akizuki Rebellion » (voir la liste des auteurs).